# Toons’n’Tales Filmproduktion
Toons’n’Tales Filmproduktion GmbH (TNT) war ein deutsches Animations-Studio, welches Computeranimationsfilme und TV-Serien produzierte.
Die Toons’n’Tales Filmproduktion GmbH wurde 1998 mit Sitz in Hamburg gegründet. Seitdem kreierte und entwickelte das TNT-Team – bestehend aus Autoren, Designern und Animationsspezialisten – Cartoonfiguren und Serienkonzepte und produzierte und finanzierte TV-Cartoon-Serien und computeranimierte Filme.
Schwerpunkte in der Themenwahl waren bislang Eigenkreationen im Bereich „Comedy Adventure“ für ein Kinder- und Familienpublikum. Als Servicestudio übernahm TNT sowohl gesamte Produktionen als auch beliebige Teilbereiche – vom Drehbuch-Exposé bis zum Endschnitt, von CR-ROM bis zum Kinofilm.
2008 wurde ein Kinofilm für Kinder Jasper und das Limonadenkomplott  produziert.
Nach Eröffnung des Insolvenzverfahrens am 18. Februar 2011 wurde die Gesellschaft im April 2011 aufgelöst.

## Werke

### Zeichentrick-Serien
- 2003: Jasper, der Pinguin (52×5′)
- 2003: Die Hydronauten (26×13′)
- 2005: Die faule Paula (52×5′)

### Computeranimationsfilme
- 2008: Jasper - Und das Limonadenkomplott (82′)